# Ivan Chtcheglovitov
Ivan Grigorievitch Chtcheglovitov (en russe Ива́н Григо́рьевич Щеглови́тов), né le 13 février 1861 (25 février dans le calendrier grégorien) et mort le 5 septembre 1918, était un homme politique russe. 

## Fonctions
Ivan G. Chtcheglovitov a été membre du Conseil (d'État) de l'Empire russe, devenu en 1906 la Chambre haute du Parlement de Russie, et dont une moitié des membres étaient élus, les autres nommés par l'empereur.
Il fut ministre de la Justice du 24 juillet 1905 au 6 juillet 1916.

## Contexte
Lors de la révolution de Février (1917), il provoque l'abdication de l'Empereur Nicolas II de Russie. 
Le gouvernement provisoire alors rapidement formé, est contesté. Dirigé après les Journées de juillet 1917 par Alexandre Kerenski, il est renversé par les bolcheviks lors de la révolution d’Octobre.
Le tsar Nicolas II et sa famille furent exécutés le 17 juillet 1918 à Iekaterinbourg.